# حبوب الإيرو
حبوب الإيرو Iru food (حبوب الطعام) (يوروبا) وهو نوع من انواع الحبوب التي تسمى بشكل اساسي بحبوب الجراد المخمرة والمعالجة والتي تستخدم كعنصر اساسي في الطبخ كنوع من البهارات. حيث إن هذه الحبوب مشابها لحبوب للأوجيري وصويا دوتشي وتعرف حبوب الإيرو في غرب افريقيا لفئة السكان الناطقة بلغة الماندينغ بإسم سومبالا، وتحظى بشعبية كبيرة بين شعب اليوروبا وشعب إيدو في نيجيريا.
ويستخدم في طهي الحساء التقليدي مثل حساء الإجوسي وحساء الأوكرو وحساء الإويدو وحساء الأوغبونو، ويمكن الحصول عليها إما طازجة أو مجففة ويتم لف الصنف الطازج بأوراق المويموي والتي تشبه أوراق الموز في المظهر والملمس وتمتاز رائحة فواحة جدا، ويحتوي الجزء الأكثر قيمة من حبوب الجراد نسب عالية بالدهون (29٪) و البروتين (35٪) و الكربوهيدرات (16٪). وهو مصدر جيد للكالسيوم والدهون لسكان الريف.
ويتم تحويل الصنف المجفف إلى أقراص أو كعكات للبيع، ويعتبر الإيرو المجفف أضعف في النكهة والرائحة المركزة من الإيرو الطازج وتتم عملية تخزين الصنف المجفف جيدا في المجمدات (وبالرغم من أن عملية تجفيف الايرو تفقده بعض خصائصه مثل الرائحة والنكهة الا ان قلي الإيرو المجفف في زيت الطهي سيعيد اليه جزء كبير من نكهته ورائحته كما لو كان طازجاً).
وبسبب عملية التخمير يتم انخفاض محتوى السكر بشكل متزايد، ويقل إجمالي محتوى الحمض الاميني الحرفي البداية؛ لكن في النهاية، ومع استمرار عملية التخمير، الا اننا نلاحظ ان هناك زيادة كبيرة في مستوى الأحماض الأمينية الحرة.